# Taiwankungsfågel
Taiwankungsfågel (Regulus goodfellowi) är en fågel i familjen kungsfåglar inom ordningen tättingar.

## Utbredning och systematik
Fågeln förekommer enbart i bergsskogar på centrala Taiwan. Den behandlas som monotypisk, det vill säga att den inte delas in i några underarter.

## Status
Trots det begränsade utbredningsområdet och att den tros minska i antal anses beståndet vara livskraftigt av internationella naturvårdsunionen IUCN. 